# Bañuelos (Guadalajara)
Bañuelos ist ein nordspanischer Ort und eine Gemeinde (municipio) mit 13 Einwohnern (Stand: 2024) im Südwesten der Provinz Guadalajara in der Autonomen Gemeinschaft Kastilien-La Mancha. 

## Lage und Klima
Bañuelos liegt in einer Höhe von ca. 1155 m in der Kulturlandschaft der Serranía. Die Entfernung zur südsüdwestlich gelegenen Provinzhauptstadt Guadalajara beträgt ca. 63 Kilometer (Fahrtstrecke). Das Klima ist gemäßigt bis warm; Regen (553 mm/Jahr) fällt übers Jahr verteilt.

## Bevölkerungsentwicklung
| Jahr      | 1970 | 1981 | 1991 | 2001 | 2011 | 2021 |
| Einwohner | 140  | 52   | 39   | 30   | 24   | 11   |

## Sehenswürdigkeiten
- Antoniuskirche

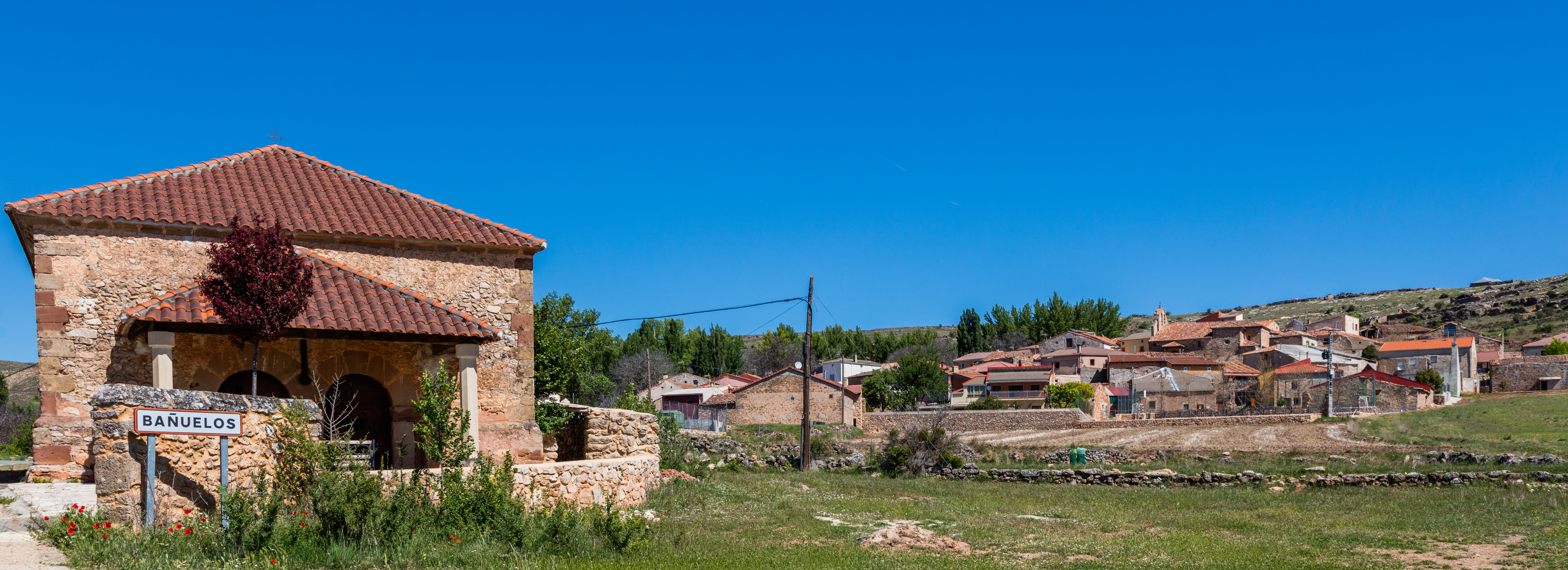
Kapelle

- Kapelle